# Une jeune fille romanesque
 (juillet 2025).
Pour plus de détails, voir Fiche technique et Distribution.
Une jeune fille romanesque est un court métrage muet français réalisé par Louis Gasnier en 1910.

## Résumé
Impressionnée par Arsène Lupin, Miss Dolly déclare à ses prétendants qu'elle épousera celui qui fera un exploit digne de son héros. Max invite tout le monde à diner, avec comme pari de partir sans payer. Au moment de l'addition, il joue à Colin-maillard avec le garçon et celui qu'il attrapera payera. Seulement la bande en profite pour filer en douce.

## Fiche technique
- Réalisation : Louis Gasnier
- Scénario : Max Linder
- Production : Pathé Frères
- Pays : France
- Format : Muet - Noir et blanc - 1,33:1 - 35 mm
- Métrage : 135 m
- Genre : Comédie
- Date de sortie : 
  -  France - 18 mars 1910

Sources : Fond. JérômeSeydoux et IMDb

## Distribution
- Max Linder : Max